# Модальный реализм
Модальный реализм (англ. Modal realism) — гипотеза, предложенная Дэвидом Льюисом, что все возможные миры такие же реальные, как реальный мир.
Это мнение основано на следующих принципах:
- возможные миры существуют;
- возможные миры не отличаются натурой от реального мира;
- возможные миры являются несокращаемыми объектами;
- термин «фактический» в фактическом мире является индексным, то есть любой предмет может объявить, что его мир существует, когда он называет место, где он есть «здесь» и время, когда он есть «сейчас».

## Термин«возможный мир»
Термин восходит к теории Лейбница о возможных мирах, которая использовалась для анализа необходимости, возможности и аналогичных модальных понятий. Короче говоря, фактический мир рассматривается лишь как один из бесконечного множества логически возможных миров, просто некоторые из них «ближе» к миру явлений, а некоторые более отдаленные. Утверждение является обязательным, если оно является правдой во всех возможных мирах, и возможным, если оно является правдой по крайней мере в одном мире.

## Основные положения модального реализма
В основе модального реализма Дэвида Льюиса есть шесть центральных положений о возможных мирах:
- Возможные миры существуют — они такие же реальные, как и наш мир;
- Возможные миры такого же вида, как и наш мир — они отличаются по содержанию, а не по виду;
- Возможные миры не могут быть сведены к чему-то более основному — они несокращаемые объекты по их собственному праву.
- Актуальность является индексной. Если мы выделяем наш мир из других возможных миров, утверждая, что только он является фактическим, мы имеем в виду лишь то, что это наш мир.
- Каждый возможный мир объединён пространственно-временными взаимосвязями его частей; каждый мир изолирован в пространстве и времени от любого другого мира.
- Возможные миры причинно изолированы друг от друга.

## Причины, определённые Льюисом
Льюис поддерживает гипотезу модального реализма из-за множества причин. Прежде всего, нет причины её не поддерживать. Многие абстрактные математические объекты считаются существующими просто потому, что они полезны. Например, являются полезными множества — абстрактные математические конструкции, которые были изобретены лишь в XIX веке. Множества в настоящее время воспринимаются как объекты сами по себе, и хотя это философски неинтуитивная идея, их полезность в понимании работы математики создаёт веру в их целесообразность. То же самое справедливо и по отношению к возможным мирам. Поскольку эти структуры помогли нам разобраться в ключевых философских концепциях эпистемологии, метафизики, философии сознания и так далее, их существование должно быть некритически принято на прагматических основаниях.
Льюис считает, что концепция алетической модальности может быть редуцирована, чтобы говорить о реальных возможных мирах. Например, сказать «х — возможен» значит сказать, что существует возможный мир, где х существует. Сказать «х — существует» значит сказать, что во всех возможных мирах х существует. Обращение к возможным мирам обеспечивает своего рода экономию с наименьшим количеством неопределённых первозданностей/аксиом в нашей онтологии.
Делая дальнейший шаг в рассуждении, Льюис утверждает, что модальность не может иметь смысла без такой редукции. Он утверждает, что мы не можем определить, является ли х возможным без понятия о том, как выглядел бы реальный мир, где существует х. При решении вопроса, могут ли баскетбольные мячи быть внутри атомов, мы не делаем лингвистическое определение или связное грамматически утверждение, мы на самом деле думаем о том, сможет ли реальный мир выдержать такое положение дел. Таким образом мы требуем качества от модального реализма, если мы хотим использовать модальность вообще.

## Критика и недостатки
Проблема тождества объекта сквозь возможные миры (суть проблемы тождества в модальной логике): есть такой мой двойник, у которого нет ни одного моего свойства, но мы по-прежнему говорим, что это двойник. На каком основании осуществляется отождествление двойников через возможные миры, а если такого основания нет, то в чём смысл модального реализма?